# Megasema rosea
Megasema rosea är en fjärilsart som beskrevs av Tutt 1892. Megasema rosea ingår i släktet Megasema och familjen nattflyn. Inga underarter finns listade i Catalogue of Life.